# Guy de Vogüé
Pour les articles homonymes, voir Vogüé (homonymie).
Guy de Vogüé, dit Le Vogu, né le 6 février 1929 à Paris et mort le 19 juin 2002 au Pradet, est un peintre français.

## Biographie

### Jeunesse
Son enfance pendant la guerre est marquée par l'arrestation du Père Jacques et des 3 enfants juifs cachés au collège d'Avon, où il est élève et où il chante la messe le dimanche. Juste avant son arrestation, le Père Jacques lui dit "Ne leur ressemblez pas". C'est avec lui et ses professeurs que Guy de Vogüé découvre les natures mortes de Braque au Musée d'Art Moderne de Paris, et qu'il chante l'une des voix d'enfant dans la première à Paris de Jeanne au bûcher d'Honegger.

### Œuvre
Il fait ses études de vétérinaire et milite activement au Parti Communiste, où il est l'un des responsables des Jeunesses Communistes. Plus tard, élu local dans la région de Mantes-la-Jolie, il sera responsable de l'urbanisme et de la jeunesse.
C'est dans les années 1950 qu'il commence à peindre. Il utilise toutes les techniques de la peinture et du dessin, mais, par souci d'économie, il peint essentiellement sur du papier kraft. Il obtient le prix Fénéon en 1957. Il aura une carrière publique pendant une quinzaine d'années, avec des expositions à la Galerie Saint-Germain puis à la Galerie de Messine. Il participe à divers salons (salon des réalités nouvelles, salon de mai) et expositions collectives. Parmi ses collectionneurs, on compte Jacques Duhamel, Clara Malraux, Jacques Lacan. Jean Paulhan et Claude Roy le suivent plus particulièrement. 
Sa peinture est une peinture engagée, avec notamment une série sur Auschwitz, sur la guerre d'Algérie, sur les grèves à Flins en 1968, sur les notables de Mantes. C'est aussi une peinture engagée dans la pensée, qui dialogue avec la philosophie (Levinas, Heidegger, Parménide), influencée par la poésie ( Saint-John Perse, Jean Cayrol, René Char notamment), et la mémoire du grégorien chanté à la cathédrale de Reims. Travaillant avec le peintre et le verrier Charles Marq, il peint aussi des vitraux (Chapelle du Château de Miromesnil).
À partir de 1968, il quitte le monde des galeries, des expositions et du marché de l'art. Il peint alors des formats de plus en plus importants jusqu'en 1972 avec l'Anabase, un panneau de 4m de haut sur 12m de long. Installé à Rambouillet de 1975 à 1985 dans le Palais du Roi de Rome, il peint aussi des plafonds, qui vont disparaître. De nombreux séjours à Venise, et la fréquentation du Titien et du Tintoret, influencent son travail. 
Dans les années 1980, il commence une série de 85 peintures à l'encre pour une Célébration du Père Jacques, accompagnant la Passion selon Saint-Jean de Bach. La Célébration sera donnée notamment en 1986 à Notre Dame de Paris, où le Père Jacques avait promis qu'il donnerait la messe après la libération des camps.
Cette même année, la moitié de son œuvre disparaît dans l'incendie du Palais du Roi de Rome.
Il s'installe alors dans le sud de la France, face à la montagne du Coudon. Durant cette période, il peint énormément, repeignant notamment certaines de ses peintures brulées, peignant le Coudon, des cathédrales, la grotte Chauvet, des figures, des arches. Il meurt dans son atelier, en train de restaurer l'une des peintures rescapées de l'incendie de 1986.